# Sledstvenny Komitet
Het Sledstvenny Komitet (Russisch: Следственный комитет; "onderzoekscommissie"), afgekort SK (СК) is de Russische naam voor de op 7 september 2007 opgerichte ordehandhavingsdienst van Rusland. Aan het hoofd staat Aleksandr Bastrykin. Volgens Russische functionarissen is het gemodelleerd naar de Amerikaanse FBI.
Meteen op de dag van de oprichting ondertekende Bastrykin een decreet waarmee ruim 18.000 werknemers van de procureur-generaal van Rusland werden overgeplaatst naar de SK.

## Verantwoordelijkheden
De dienst heeft een deel van de verantwoordelijkheden van de procureur-generaal van Rusland overgenomen en is verantwoordelijk voor strafrechtelijk onderzoek naar hooggeplaatste regeringsfunctionarissen en parlementariërs uit de Staatsdoema, alsook belangrijke zaken, zoals de moord op Anna Politkovskaja en Andrej Kozlov. Van de procureur-generaal zijn de verantwoordelijkheden voor het toezicht houden op onderzoeken, het confisqueren van goederen en het opstarten van strafrechtelijke onderzoeken overgenomen. In feite is de SK boven de procureur-generaal geplaatst, daar het hoofd van de SK zelfs strafrechtelijke onderzoeken tegen de procureur-generaal zelf kan instellen, hetgeen andersom niet mogelijk is.
Om de instantie minder corruptiegevoelig te maken -een groot probleem in Rusland- zijn de salarissen van de gemiddelde werknemers verhoogd naar 40.000 Roebel (ongeveer 1140 euro) per maand en krijgen alle werknemers camera's en afluisterapparatuur in hun kantoorruimtes om hen zo beter in de gaten te kunnen houden.